# Kaupthing Bank
Kaupthing Bank (ісл. Kaupþing banki) — ісландський банк, зі штабквартирою в Рейк'явіку, Ісландія, утворений злиттям Койптінґу та Бунадарбанкі Ісландс (ісл. Búnaðarbanki Íslands). Банк є найбільшим в Ісландії.
Сьогодні Койптінґ діє в десяти країнах, у всіх скандинавських державах, Фінляндії, Люксембурзі, Швейцарії, Великій Британії та США і є сьомим найбільшим банком в країнах Північної Європи за масштабами ринкової капіталізації.
Банк затруднює понад 2500 людей і утримує 36 роздрібних відділів в Ісландії.
Станом на 31 грудня, 2006 року банк мав в своїх загальних активах 42,6 мільярдів євро.  [Архівовано 9 березня 2016 у Wayback Machine.] У 2006 році, Койптінґ зайняв 1006 місце в глобальному списку (журналу Форбсу) 2000 найвищих корпорацій світу.. Того ж року, Койптінґ чилився 177 (піднявся на 34 позиції з 2005 року) у списку найбільших банків світу, що складає міжнародний фінансовий журнал "Банкір" (англ. The Banker).
У 2006 мав прибутків нетто на суму 971 мільйонів євро, у порівнянні з 659 мільйонами євро у 2005. Близько 70 % відсотків його діючого прибутку походило з-поза меж Ісландії (30 % з Ісландії, 34 % з Великої Британії, 26 % зі Скандинавії, 2 % з інших країн.)  [Архівовано 9 березня 2016 у Wayback Machine.]

## Назва
Поза межами Ісландії банк відомий як Койптінґ Банк (англ. Kaupthing Bank).
В Ісландії його офіційною назвою є Койптінґ Банкі гф. (ісл. Kaupþing Banki hf.)
Раніше офіційна назва банку була Койптінґ Бунадарбанкі гф. (ісл. Kaupþing Búnaðarbanki hf.) але назву було змінено оскільки попередня назва була занадто складною для більшості людей. З 2003 по 2006 рік для роздрібних операцій в Ісландії компанія використовувала назву КБ банк (ісл. KB banki). В грудні 2006 року банк розпочав вживати стару назву Койптінґ для своєї вуличної мережі. Було оголошено, що зміна була частиною плану банку діяти під тією ж назвою. Так, 28 грудня 2006 року КБ банк було перейменовано на Койптінґ банк.

## Історія
Заснований у 1930 Бунадарбанкі Ісландс (ісл. Búnaðarbanki Íslands) на початках був у громадському володінні будучи приватизований урядом поступово між 1998 та 2003 рр. Койптінґ Банк було засновано у 1982 році. Через 4 роки він вже був одним зі засновників Ісландської Фондової Біржі. Половину банку було продано ісландським ощадбанкам у 1986 році. Інша половина була продана банку Бунадарбанкі Ісландс у 1990 році, який продав свої акції ощадбанкам у 1996 році. Ощадбанки почали продавати свої акції громадськості на фондовій біржі у 2000 році.

## Набуття, злиття, філіали
- 1982 Койптінґ гф. засновано в Ісландії.
- 1998 Відкрито Койптінґ Люксембург С.А.
- 2000 Відкрито Койптінґ Фарерські Острови, Койптінґ Нью-Йорк і Койптінґ Стокгольм
- 2001 Відкрито Койптінґ Банк Копенгаген, Койптінґ Лозанна, куплено Софі в Фінляндії.
- 2002 Куплено банк Арагон та Й.П. Нордіска в Швеції, набуто Ойдлінд в Ісландії.
- 2003 Койптінґ злився з Бунадарбанік Ісландс утворюючи Койптінґ Банк, куплено Тюрен в Норвегії, Норвестію в Фінляндії, відкрито Койптінґ лімітед у Великій Британії.
- 2004 Куплено А. Сундваль (A. Sundvall) в Норвегії та ФІХ (FIH) в Данії.
- 2005 Перейнято Сінґер і Фрідландер (Singer & Friedlander) у Великій Британії
- 2006 Койптінґ зливається з Сінгер і Фрідландер утворюючи Койптінґ Сінгер і Фрідландер у Великій Британії
- 2007 Койптінґ купує голландський торговий банк NIBC за 3 мільярди євро [4]
- 2007 Койптінґ купує бельгійський банк Робеко, за неозначену суму, посилюючи свою позицію на ринку Бенелюксу.[5]
- 2008 Під час фінансової кризи яка сколихнула Ісландію, власність та контроль над банком переймає ісландська держава. Чисельні приватні вкладчики Койптінґу за межами Ісландії втрачають свої вклади у філіалах банку. Це призводить до багатьох судових справ та конфліктів.
- 2010 Заараштовано колишніх власників "Койптінґ" Грейдара Мара Сігурдссона та Сігурдура Ейнарссона. Їм було висунено ряд звинувачень. До арешту, Ейнарссон тривалий час переховувся у Великій Британії.
- 2010 Держава пейменовує "Койптінґ банк" у "Аріон банкі"